# Dalkulla
För andra betydelser, se Kulla.

Stickande kulla, målning av Anders Zorn från 1901.

Kulla är en äldre dialektal benämning på en ogift kvinna, tidigare vanlig i flera delar av landet men används idag främst om kvinnor från landskapet Dalarna. I den äldsta kända källan från 1640 är kulla synonymt med kvinna. Hornlösa kor kallas också för kulla vilket tros ha ett starkt samband. Så länge flickor gick i kolt kallades de lisskulla (alltså liten kulla). I cirka 8–12-årsåldern kallades flickor för sturkulla och kunde då få gå klädd som en vuxen kvinna men med flickmössan kvar. Efter konfirmationen kallades flickor för kullor och fick då gå klädda som en vuxen kvinna. En äldre ogift kvinna kallades gammkulla medan en gift kvinna kallades käring. Den manliga motsvarigheten till benämningen är dalkarl eller mas, beroende på vilken del av Dalarna man kommer ifrån. 
Idag används kulla, i betydelsen kvinna, huvudsakligen i sammansättningen dalkulla om kvinna från Dalarna, men även Vingåkerskulla om en kvinna från Vingåker och det mindre vanliga vallkulla förekommer. Kulla förekommer av samma skäl i ett flertal växt- och fågelnamn som morkulla, brunkulla, duvkulla med flera. Namnet förekommer också i en rad ortsnamn.